# Våmbs kyrka
Våmbs kyrka är en kyrkobyggnad som sedan 2014 tillhör Skövde församling (tidigare Våmbs församling) i Skara stift. Den ligger på Billingens östsluttning i Skövde kommun.
Kyrkan anses uppförd under första hälften av 1100-talet. Enligt legenden om Sankta Elin av Skövde, Västergötlands skyddshelgon, så var det hon som uppförde kyrkan vid sin gård i Våmb, och i backen nedanför kyrkan finns en offerkälla uppkallad efter henne.

## Kyrkobyggnaden

### Den ursprungliga kyrkan
Den äldsta anläggningen dateras varierande till 1050–1160 och bestod endast av långhus, kor och absid. Byggnadsmaterialet utgjordes främst av tuktade kalkstenshällar, 9–15 centimeter tjocka. De ligger i oregelbundna skift och med en fog på omkring 2–3 centimeter. Tjockleken på murarna är omkring 1,2 meter. Koret är anmärkningsvärt kort. Absiden skiljer sig även åt från övriga absidkor då den är invändigt byggd i avsatser. Huvudingången in i kyrkan var i södra långhusväggen genom en rundbågig portal som numera är igenmurad. De stora rundbågiga fönstren i långhuset är inte ursprungliga och även fönstret i absiden är ombyggt. Triumfbågen är ovanligt stor, omkring 60% av väggen, och har förmodligen förstorats.

### Torn
Tornet är uppfört av grövre kalkstenshällar och anses vara byggt i en något senare etapp, troligen omkring år 1200. Murens tjocklek uppgår till 1,3–1,4 meter. Upptill i tornet förekommer en helt annan byggnadstekning än i kyrkan i övrigt. Tornet är fortfarande försett med sina markerade ljudgluggarna i romansk stil med mittkolonett. Taket utgjordes ursprungligen av ett sadeltak.

## Senare förändringar
Senare under medeltiden slogs två kryssvalv i långhuset och ett tunnvalv i koret. Ett vapenhus av timmer uppfördes framför södra portalen, förmodligen under senmedeltiden eller 1500-talet. Omkring år 1790 företogs reparationer av hela byggnaden. Under 1800-talet började kyrkan åter förfalla och på 1890-talet påbörjades en restaurering. Först omkring 1897-1898 blev restaureringen, under ledning av Helgo Zettervall, mer omfattande då man även förstärkte murar och valven med järn. En stor del av inredningen byttes ut och vapenhuset revs. Putsen togs ned ut- och invändigt för att förstärka det ålderdomliga intrycket. Vid Axel Forsséns restaurering 1923–1924 putsades väggarna åter och inredning och värmesystem modifierades. Även 1944-1945 företogs stora förändringar och ombyggnader.

## Inventarier
- Dopfunten består av två delar i sandsten med centralt tömningshål. Cuppan är väl dekorerad med repstavar, palmetter, djur- och människoansikte. Den har gett namn åt en liten stilgrupp med funtar, Våmbgruppen, som dateras till slutet av 1100-talet eller början av 1200-talet. Se också dopfunten från Häggum.
- Ett märkligt romanskt triumfkrucifix i ek från 1200-talet hänger över triumfbågen.[2]
- En tronande madonnaskulptur från mitten av 1200-talet utförd i ek. Höjd 77 cm.[3]
- En madonnaskulptur stående på månskäran från 1400-talets senare del utförd i ek. Höjd 123 cm.[4]
- En skulpturgrupp från 1400-talets senare del utförd i ek. Höjd 68 cm. Står på altaret framför absidfönstret.[5]
- Predikstolen i barock tillkom 1773.

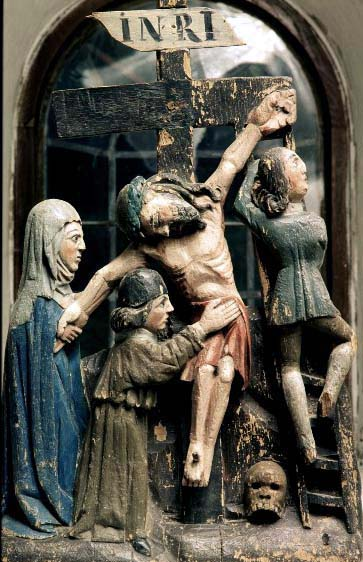
Träskulptur föreställande "Korsnedtagningen", från ca 1500, regionalt arbete.
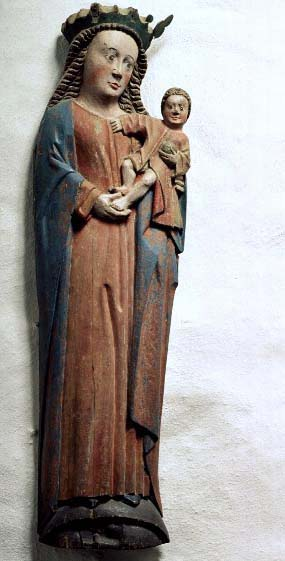
Madonna, 1400-talets andra halva, regionalt arbete från Västergötland.
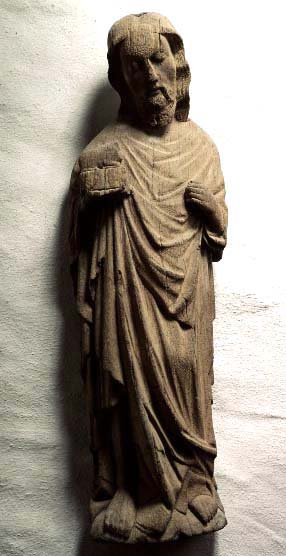
Johannes döparen, 1400-talets andra halva, regionalt arbete.
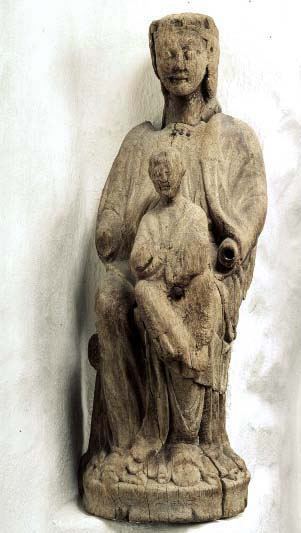
Träskulptur från 1200-talets andra halva. Regionalt arbete.
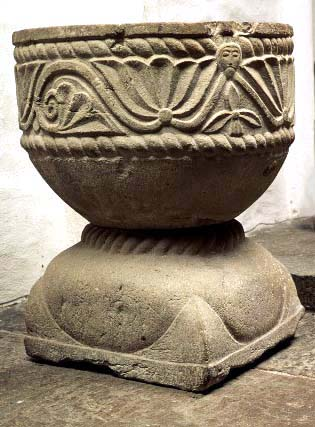
Dopfunten från 1100-talets andra halva.

### Orgel
Orgeln är placerad på golvet i det nordvästra hörnet. Verket liksom den ljudande fasaden är tillverkat 1996 av Walter Thür Orgelbyggen. Instrumentet har tio stämmor fördelade på två manualer och pedal.

## Exteriörer

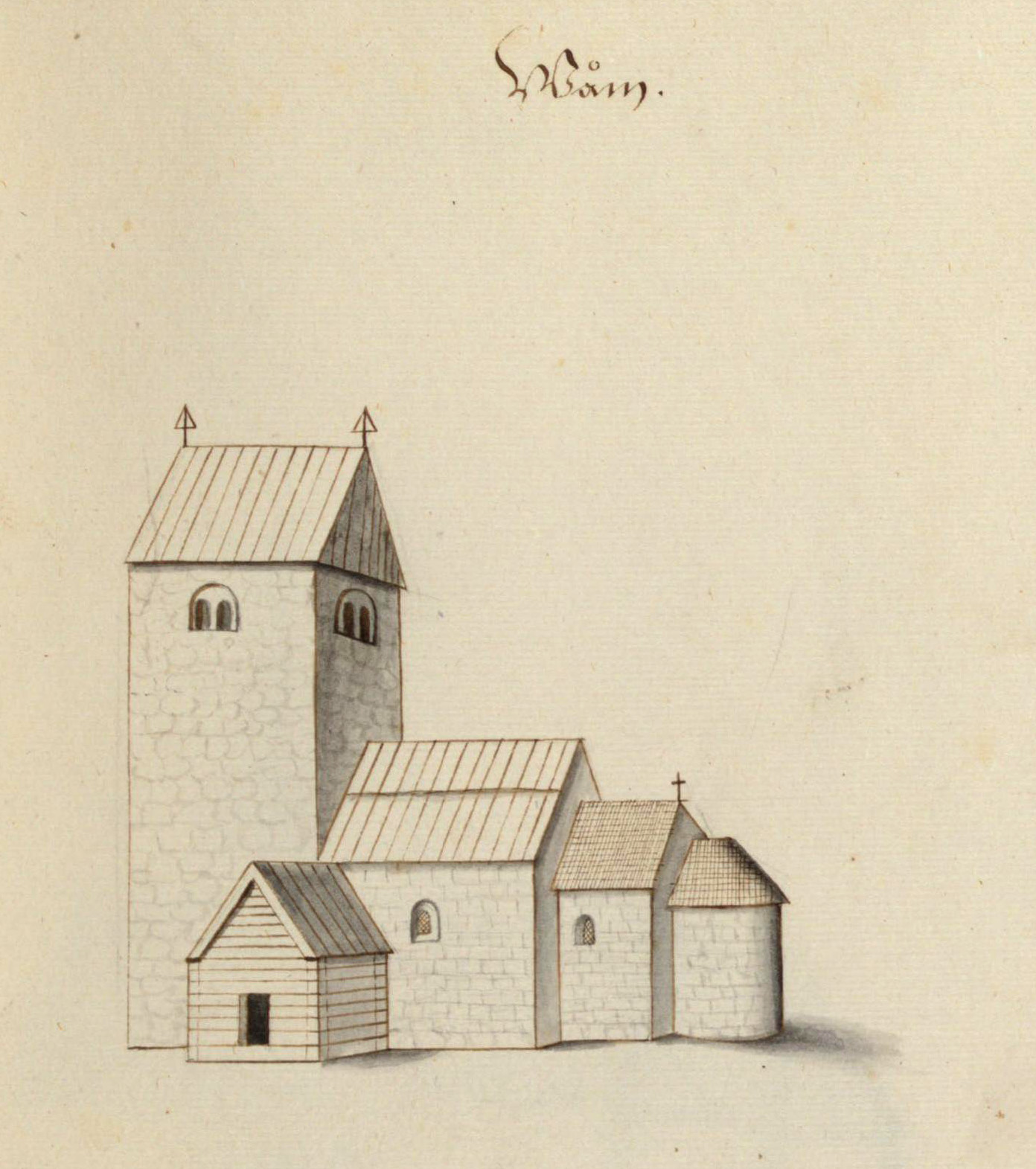
Kyrkan på teckning omkring 1670.
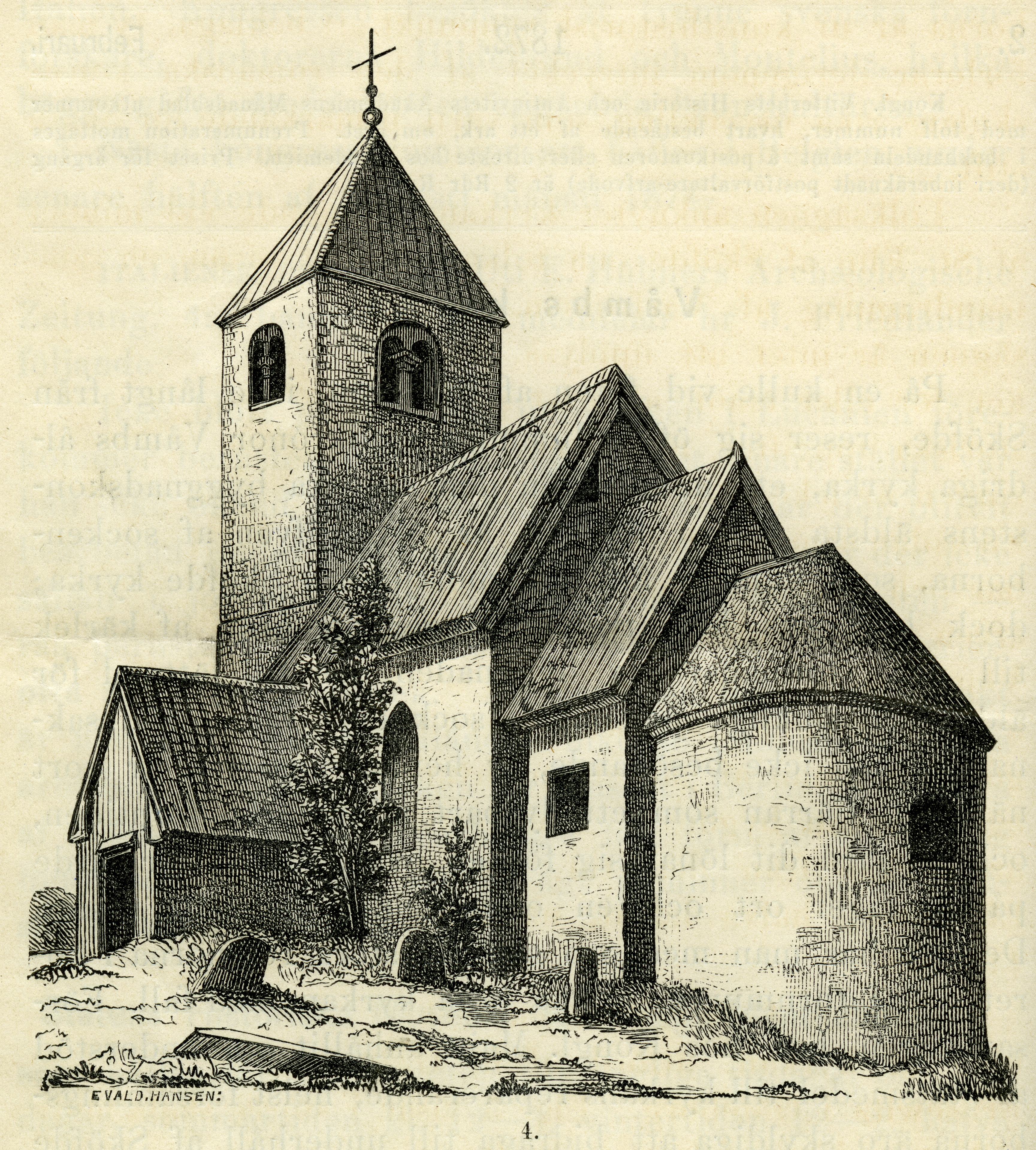
Kyrkan på xylografi från 1872.
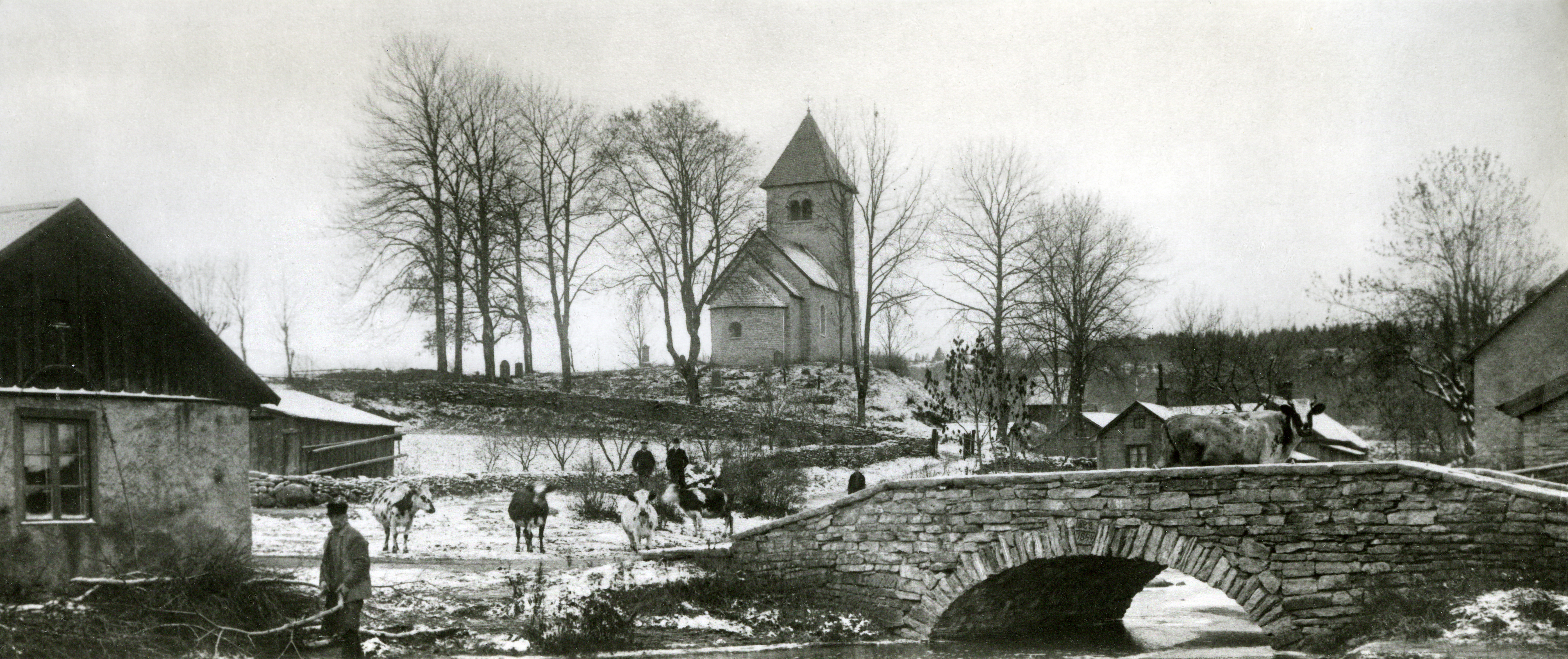
Våmbs kyrka och stenvalvsbron över Våmbsbäcken 1910.
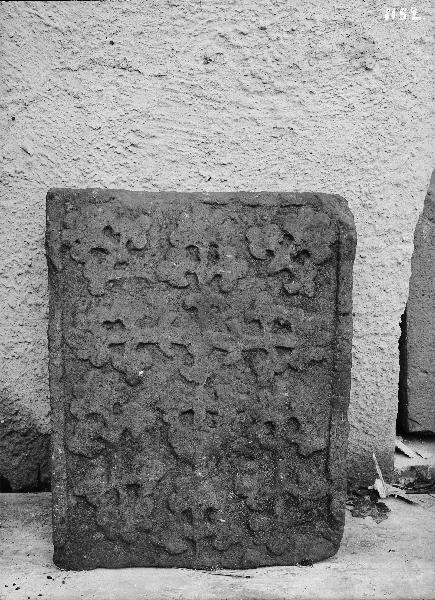
Liljesten från 1200-talet.